# Lybecker
Lybecker var en svensk och finländsk ofrälse, adlig och friherrlig ätt.

## Historik
Släkten Lybecker härstammar enligt Anrep från Thyloff Lybecker, som enligt sonsönernas uppgifter var amtman i Bielfeld i Westfalen, men Gillingstam anger att denna uppgift inte har kunnat verifieras. Hans förmodade son Otto Henric Lybecker var, också enligt Anrep, först bergmästare i Nieder-Pfalz. År 1619 sände pfalzgreven Georg Gustaf av Veldenz Lybecker till sin kusin Gustav II Adolf i Sverige, där han verkade som direktör och arrendator för Lövåsen silvergruva och andra gruvor. Han gifte sig innan han kom till Sverige med Catharina Cronberg, uppger Anrep, vars far var rådman i Eberfeld utanför Köln. Otto Henric Lybecker fick två söner, Hans Philip Lybecker och Georg Henric Lybecker.
Hans Philip Lybecker den äldre (1608–1672) inkom till Sverige 1622 och var innan dess page hos greven av Eberstein. I Sverige blev han bergmästare och slutligen assessor i Bergskollegium. Hans andra hustru var dotter till bergmästaren vid Stora Kopparberget Harald Olofsson och Anna Didriksdotter. Deras son bergsrådet Harald Lybecker adlades år 1709 och dennes son assessorn Hans Philip Lybecker den yngre introducerades på nummer 1445. Döttrarna gifte sig med andra högre personer inom bergsindustrin. Ätten Lybecker nr 1445 slöts på svärdssidan med den senares son Erik.
I sitt första äktenskap med dottern till bruksförvaltaren Otto Henric Schmidt fick han sonen Otto Lybecker, vars gren förblev ofrälse. Denne efterträdde fadern som bergmästare i Nya Kopparberget. Två söner till denne stupade i krig. En son, Georg Lybecker (d. 1718) var en berömd psalmförfattare, och ska ha författat en tredjedel av sångerna i Mose och Lambsens wisor.
Ovan nämnde Georg Henrik Lybecker tog värvning i armén, blev sedermera generalmajor samt landshövding. Han adlades 1650 på bibehållet namn och introducerades 1652 på nummer 516. Han fick flera barn. Den ende son som inte avled barnlös var född i andra äktenskapet, med Christina Grissbach, dotter till överbergmästaren Georg Grissbach, nämligen Georg Lybecker. Generallöjtnant Georg Lybecker upphöjdes till friherre 1707, varmed den adliga ätten nr 516 blev utgången. Han var gift med Susanna Christina Modée, vars mor var en Ulfvenklou. Deras söner introducerades som friherrar nr 119 år 1719.
En gren av den friherreliga ätten introducerades på Finlands Riddarhus år 1818 som nummer 5 bland friherrar, där den utslockande på svärdssidan 1914. Den svenska ättegrenen utslocknade på svärdssidan år 1924.